# Clásica a los Puertos
Die Clasica a los Puertos de Guadarrama war ein spanisches Straßenradrennen.
Das Rennen wurde seit 1920 mit Unterbrechungen ausgetragen und fand ab 1978 jährlich im August statt. Austragungsort war die Sierra de Guadarrama in der spanischen Region Madrid. Seit 2005 zählte das Eintagesrennen zur UCI Europe Tour und war in die Kategorie 1.1 eingestuft. Rekordsieger sind u. a. die Spanier Laudelino Cubino und Fernando Escartín, die das Rennen schon zweimal für sich entscheiden konnten.
Die vorerst letzte Austragung des Rennens fand 2008 statt.

## Sieger
| Jahr                       | Sieger                         | Zweiter                     | Dritter                      |
| -------------------------- | ------------------------------ | --------------------------- | ---------------------------- |
| 1920                       | Enrique Pimoulier              | Ramon Valentin              | Miguel García                |
| 1921–1922 keine Austragung |                                |                             |                              |
| 1923                       | Miguel García                  | Guillermo Anton             | Miguel Serrano               |
| 1924                       | Guillermo Anton                | Miguel García               | Feliciano Gómez              |
| 1925                       | Telmo García                   | Feliciano Gómez             | Demetrio Del Val             |
| 1926–1927 keine Austragung |                                |                             |                              |
| 1928                       | Telmo García                   | Eduardo Fernández           | Ricardo Montero              |
| 1929                       | Manuel López                   | Luis Grossocordón           | Carlos López De La Torre     |
| 1930                       | Manuel López                   | Carlos López De La Torre    | Francisco Mula               |
| 1931                       | Francisco Llana Deblas         | Saturnino Alonso            | Carlos López De La Torre     |
| 1932                       | Ricardo Montero                | Vicente Trueba              | Manuel López                 |
| 1933                       | Francisco Llana Deblas         | José Mendez Pinzales        | Eusebio Bastida              |
| 1934                       | Vicente Carretero              | Bernardo De Castro          | Manuel Ruiz Trillo           |
| 1935                       | Antonio Montes                 | Bernardo De Castro          | Ricardo Montero              |
| 1936                       | Antonio Montes                 | Fermín Trueba               | Antonio Escuriet             |
| 1937–1938 keine Austragung |                                |                             |                              |
| 1939                       | Fermín Trueba                  | Francisco Goenaga           | Delio Rodríguez              |
| 1940                       | Mariano Cañardo                | Antonio Martín Eguia        | Delio Rodríguez              |
| 1941–1943 keine Austragung |                                |                             |                              |
| 1944                       | Julián Berrendero              | Martín Mancisidor Chirapozo | Vicente Carretero            |
| 1945                       | Vicente Miró                   | José Gándara                | José Lizarralde              |
| 1946 keine Austragung      |                                |                             |                              |
| 1947                       | Julián Berrendero              | Delio Rodríguez             | Joaquín Jiménez Mata         |
| 1948 keine Austragung      |                                |                             |                              |
| 1949                       | Miquel Gual Bauzà              | Antonio Gelabert            | José Escolano Sánchez        |
| 1950                       | Bernardo Ruiz                  | Julián Aguirrezabal         | Jorge Vallmitjana            |
| 1951                       | Bernardo Ruiz                  | Antonio Gelabert            | Manuel Rodríguez Barros      |
| 1952                       | Antonio Gelabert               | José Serra Gil              | Julián Aguirrezabal          |
| 1953                       | Mariano Corrales               | Bernardo Ruiz               | Miguel Bover Pons            |
| 1954                       | Francisco Masip                | Federico Bahamontes         | Bernardo Ruiz                |
| 1955                       | Federico Bahamontes            | Francisco Masip             | Emilio Rodríguez             |
| 1956                       | Gabriel Company                | Miguel Chacón Diez          | Carmelo Morales              |
| 1957–1961 keine Austragung |                                |                             |                              |
| 1962                       | Ginés García Perán             | Antonio Sabán Torrego       | Santos Ruiz Bermúdez         |
| 1963                       | José Antonio Momeñe            | Carlos Echevarría           | Antonio Blanco Martínez      |
| 1964                       | José Antonio Momeñe            | Fernando Manzaneque         | Antonio Suárez               |
| 1965                       | Mariano Díaz                   | Eugenio Lisarde             | Rafael Carrasco Guerra       |
| 1966                       | Jesús Aranzabal                | Angelino Soler              | Aurelio González Puente      |
| 1967                       | José Luis Uribezubia Velar     | Gabino Ereñozaga            | Eugenio Lisarde              |
| 1968                       | Nemesio Jiménez                | Jesús Manzaneque            | Gabriel Mascaró              |
| 1969                       | José Luis Abilleira            | Germán Martín Saez          | Jesús Manzaneque             |
| 1970–1977 keine Austragung |                                |                             |                              |
| 1978                       | Carlos Machín Rodríguez        |                             |                              |
| 1979                       | Ángel López del Álamo          | Ángel Arroyo                | Eduardo Chozas Olmo          |
| 1980                       | Ángel Arroyo                   | Anastasio Greciano          | Ángel López del Álamo        |
| 1981                       | Luis Gutiérrez                 | Ángel Arroyo                | Eduardo Chozas Olmo          |
| 1982                       | Vicente Belda                  | Vladimír Kozárek            | Ignacio Fandos Garriga       |
| 1983                       | José Luis Laguía               | Antonio Coll                | Eduardo Chozas Olmo          |
| 1984                       | Iñaki Gastón                   | Juan Fernández Martín       | Reimund Dietzen              |
| 1985                       | Juan Fernández Martín          | Iñaki Gastón                | Antonio Coll                 |
| 1986                       | Laudelino Cubino               | José Alirio Chizabas Torres | Juan Martínez Oliver         |
| 1987                       | Roberto Córdoba Asensi         | Vicente Ridaura             | Jesús Cruz Martín            |
| 1988                       | Laudelino Cubino               | Jesús Rodríguez Magro       | Miguel Ángel Martínez Torres |
| 1989                       | Jokin Mújika                   | Francisco Antequera         | Marco Giovannetti            |
| 1990                       | Stephen Hodge                  | Enrique Aja                 | Eduardo Ruiz Santamaría      |
| 1991                       | Pedro Delgado                  | Pēteris Ugrjumovs           | Laudelino Cubino             |
| 1992                       | Néstor Mora                    | Laudelino Cubino            | Eduardo Chozas Olmo          |
| 1993                       | Miguel Indurain                | Antonio Martín Velasco      | Ángel Camargo                |
| 1994                       | Fernando Escartín              | Laudelino Cubino            | Carmelo Miranda González     |
| 1995                       | Ángel Casero                   | Marcos Serrano              | Manuel Fernández Ginés       |
| 1996                       | Fernando Escartín              | Miguel Indurain             | Federico Muñoz               |
| 1997                       | Manuel Beltrán                 | José Manuel Uría González   | Roberto Heras                |
| 1998                       | Marcos Serrano                 | Eleuterio Anguita Hinojosa  | Roberto Heras                |
| 1999                       | Miguel Ángel Martín Perdiguero | Igor Flores                 | Ángel Casero                 |
| 2000                       | Francisco Mancebo              | Fernando Escartín           | Roberto Heras                |
| 2001                       | Santiago Botero                | Juan Miguel Mercado         | Óscar Sevilla                |
| 2002                       | Josep Jufré                    | Adolfo García Quesada       | Óscar Sevilla                |
| 2003                       | Denis Menschow                 | Marcos Serrano              | Pedro Arreitunandia          |
| 2004                       | Jorge Ferrío                   | Carlos Ramon Golbano García | Gustavo César Veloso         |
| 2005                       | Xabier Zandio                  | Carlos Castaño Panadero     | José Luis Martínez Jiménez   |
| 2006                       | Rubén Plaza                    | Jon Bru                     | Eladio Jiménez               |
| 2007                       | Héctor Guerra                  | Alejandro Valverde          | Daniel Moreno                |
| 2008                       | Levi Leipheimer                | Alberto Contador            | Diego Gallego                |

Hinweis: Die Austragungen 1965, 1978, 1979 und 1981 waren nur für Amateure.